# Deborah Harry

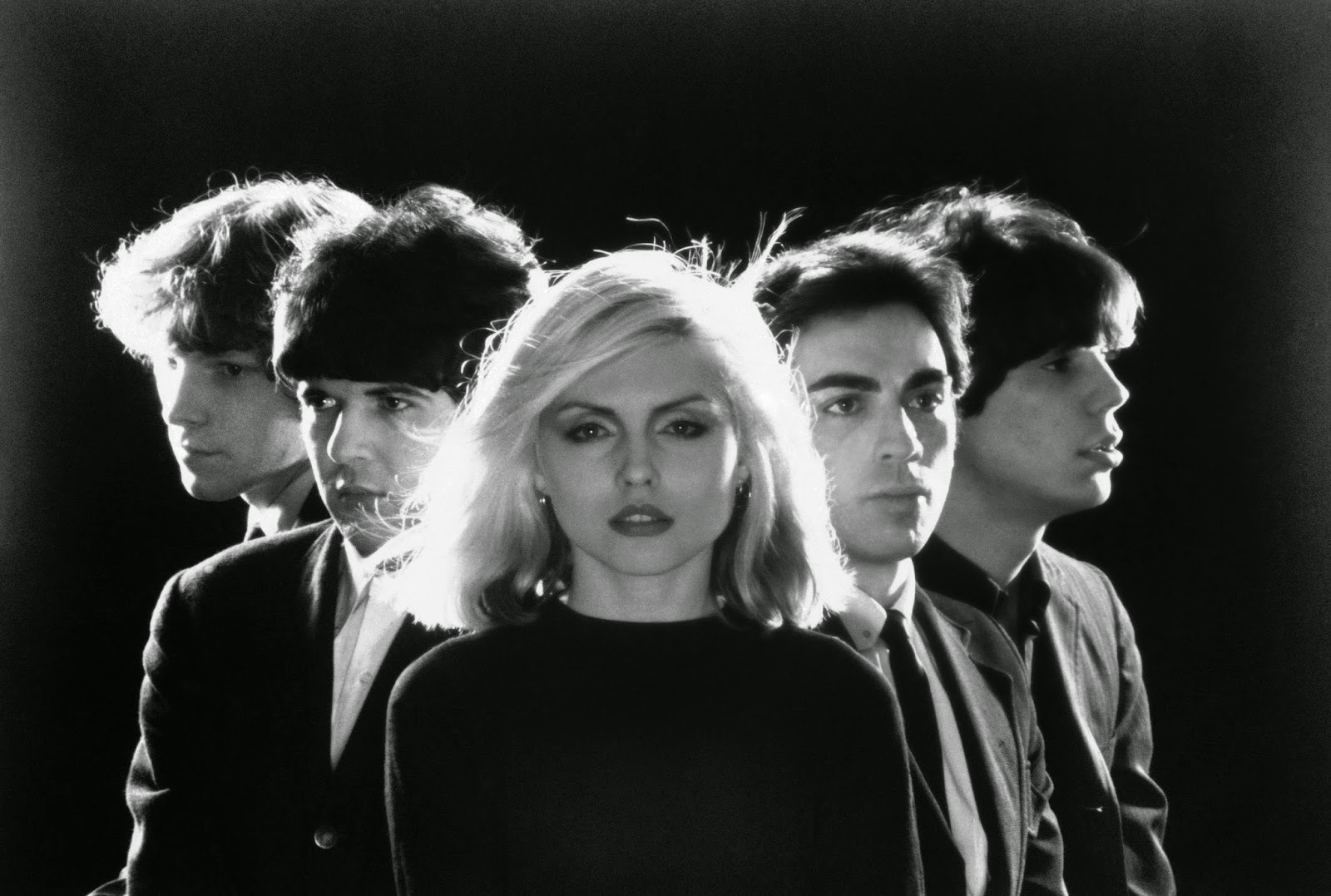
Promotiefoto popgroep Blondie uit 1977. V.l.n.r.: Gary Valentine Lachman, Clem Burke, Deborah Harry, Chris Stein, Jimmy Destri.

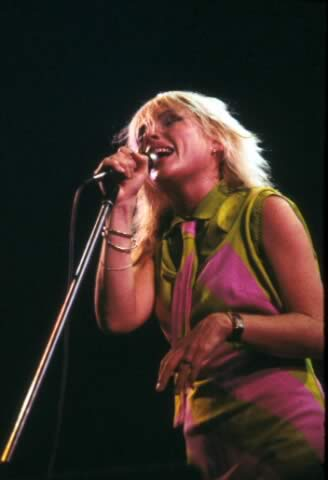
Deborah Harry als zangeres van popgroep Blondie, 25-7-1979

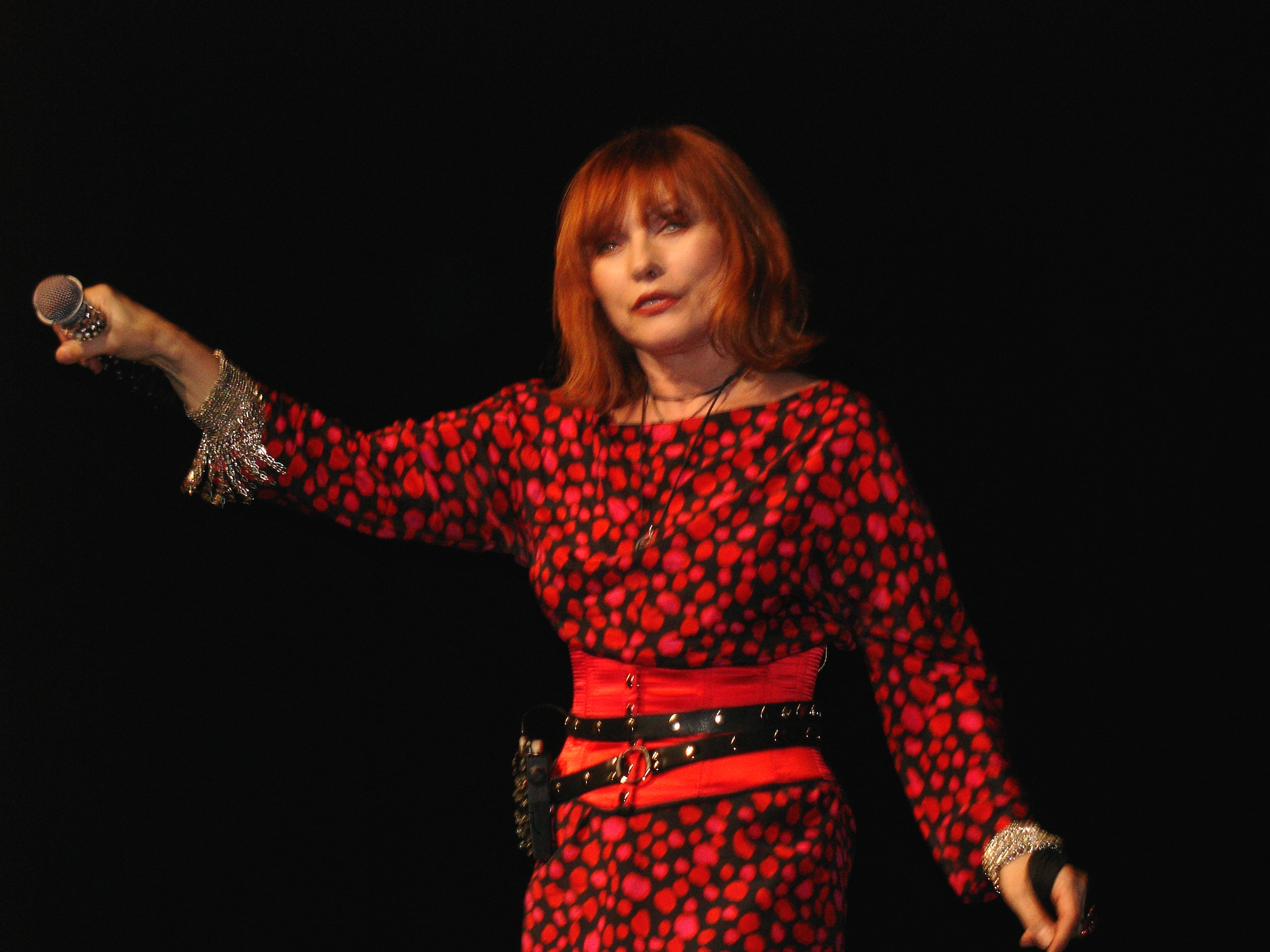
Debbie Harry in concert (dec. 2005)

Deborah Ann (Debbie) Harry (Miami, 1 juli 1945, geboren als Angela Trimble) is een Amerikaanse zangeres en filmactrice, die vooral bekend werd als zangeres van de popgroep Blondie. De band startte in 1973 in het NYC CBGB in New York en boekte hun grote successen van 1976 tot en met 1982. In 1982 werd bandlid en levenspartner van Deborah Harry, Chris Stein, ziek. Hij had een zeldzame en levensbedreigende huidziekte. Deborah Harry verzorgde hem. Vanaf 1984 kwamen ze erachter dat het heel moeilijk was voor hun popgroep Blondie om terug te komen. Enkele bekende hits van Blondie zijn: X-Offender (1976), In the Sun (1976), Denis (1977/1978), Picture This (1978), Heart of Glass (1978/1979), Hanging on the Telephone (1979), Dreaming (1979), Sunday Girl (1979), Atomic (1980), Union City Blue (1980), The Tide is High (1980) en Island of Lost Souls (1982). Het nummer Denis (1977/1978) is afgeleid van een hit van de groep Randy and the Rainbows: Denise (1963). Bandleden in deze periode waren: Deborah Harry, Chris Stein, Clem Burke, Jimmy Destri (allen 1973-1982), Gary Valentine Lachman (1973-1978), Nigel Harrison, Frank Infante (beiden 1978-1982).
Deborah Harry debuteerde in 1968 in de folkgroep The Wind in the Willows, werd in de jaren zeventig bekend met Blondie, een groep die vele verschillende muziekstijlen hanteerde, het meeste (post-)punk/new-wave en rock. Deborah Harry maakte vanaf de jaren tachtig ook soloplaten. Daarnaast was ze actief als actrice. Na een aantal bijrolletjes in kleine producties maakte ze in 1979 haar serieuze debuut in de film Union City. Tientallen filmrollen zouden volgen, waarvan die in David Cronenbergs Videodrome (1983), John Waters' Hairspray (1988), Satisfaction (1988) en My life without me (2003) waarschijnlijk de bekendste zijn.
Ook was ze een paar jaar de zangeres van de succesvolle Jazz Passengers.
In 1998 maakte ze met haar band Blondie een comeback met het album No exit. Het nummer Maria stond toen in 14 landen op nummer 1. Even werd het weer stil rond Blondie. Harry deed een aantal soloprojecten, speelde met de Jazz Passengers, stond op Broadway met Crave en speelde in tal van films mee. In 2003 kwam ze weer met een nieuw Blondie-album, The curse of Blondie. Er volgde een wereldtournee en de single Good boys bestormde de Britse hitlijsten.
In 2006 komt Harry samen met de bandleden van Blondie in de Rock and Roll Hall of Fame. Tevens brengt ze in samenwerking met Moby in oktober een nieuw nummer uit met de titel New York, New York. dit nummer wordt als single uitgebracht en is te vinden op het nieuwe greatest hits album van Moby 'Go, The very best of Moby'.
In mei 2006 bracht Deborah Harry het nummer "Dirty and Deep" uit als protest tegen Lil' Kims veroordeling, Lil' Kim is een vriendin van Harry.
In 2017 was ze te horen op de LP "The Far Field" met het liedje "Shadows" van de popgroep Future Islands.
In 2019 verschenen haar memoires onder de titel Face It, waarin Harry, die in interviews doorgaans weinig openheid gaf, haar verhaal vertelt.

## Discografie

### Soloalbums
- Koo Koo (1981)
- Rockbird (1986)
- Def, dumb, and blonde (1989)
- Debravation (1993)
- Two times Blue (juni 2007)
- Necessary Evil (september 2007)

### Jazz Passengers
- In Love (1994)
- Individually twisted (1996)
- Live in Spain (1997)